# ITL MARS

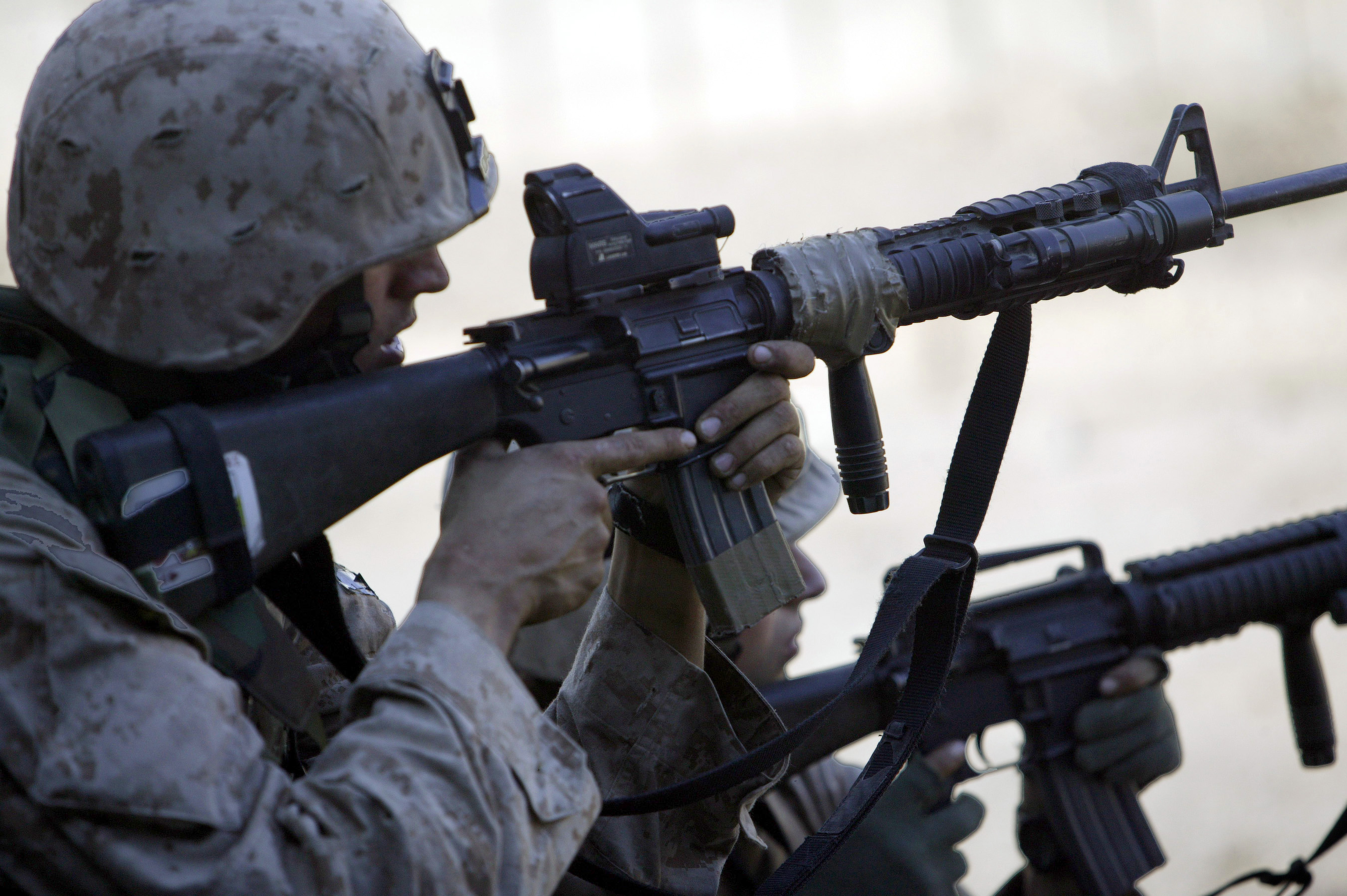
Un mirino ITL MARS su un M16A4

L'ITL MARS è un mirino red dot/laser.
ll laser può essere di tipo visibile o infrarosso.
Grazie alla sua adattabilità è stato scelto, tra gli altri, dai Marines degli Stati Uniti per equipaggiare l'M16A4 e dalle Forze di Difesa Israeliane per il TAR-21.